# 新板橋駅
新板橋駅（しんいたばしえき）は、東京都板橋区板橋一丁目にある、東京都交通局（都営地下鉄）三田線の駅である。駅番号はI 17。板橋区の駅では最も東にある。

## 年表
- 1968年（昭和43年）12月27日：都営地下鉄6号線開業に伴い開業。
- 1978年（昭和53年）7月1日：6号線を三田線に改称[4]。
- 2007年（平成19年）3月18日：ICカード「PASMO」の利用が可能となる[5]。

## 駅構造
島式ホーム1面2線の地下駅。
西高島平方に引き上げ線を1本持ち、2014年3月15日ダイヤ改正で設定された白金高輪発・当駅止まりの最終電車は、到着後引き上げ線で夜間留置となっていた。2023年3月18日のダイヤ改正をもって前述の最終電車は高島平行に延長されたが、朝一の当駅始発・白金高輪行の列車は引き続き設定されている。非常時には当駅で折り返し運転することがある。

### のりば
| 番線 | 路線       | 行先              |
| ---- | ---------- | ----------------- |
| 1    | 都営三田線 | 目黒・ 東急線方面 |
| 2    | 都営三田線 | 西高島平方面      |

（出典：都営地下鉄:駅構内図）

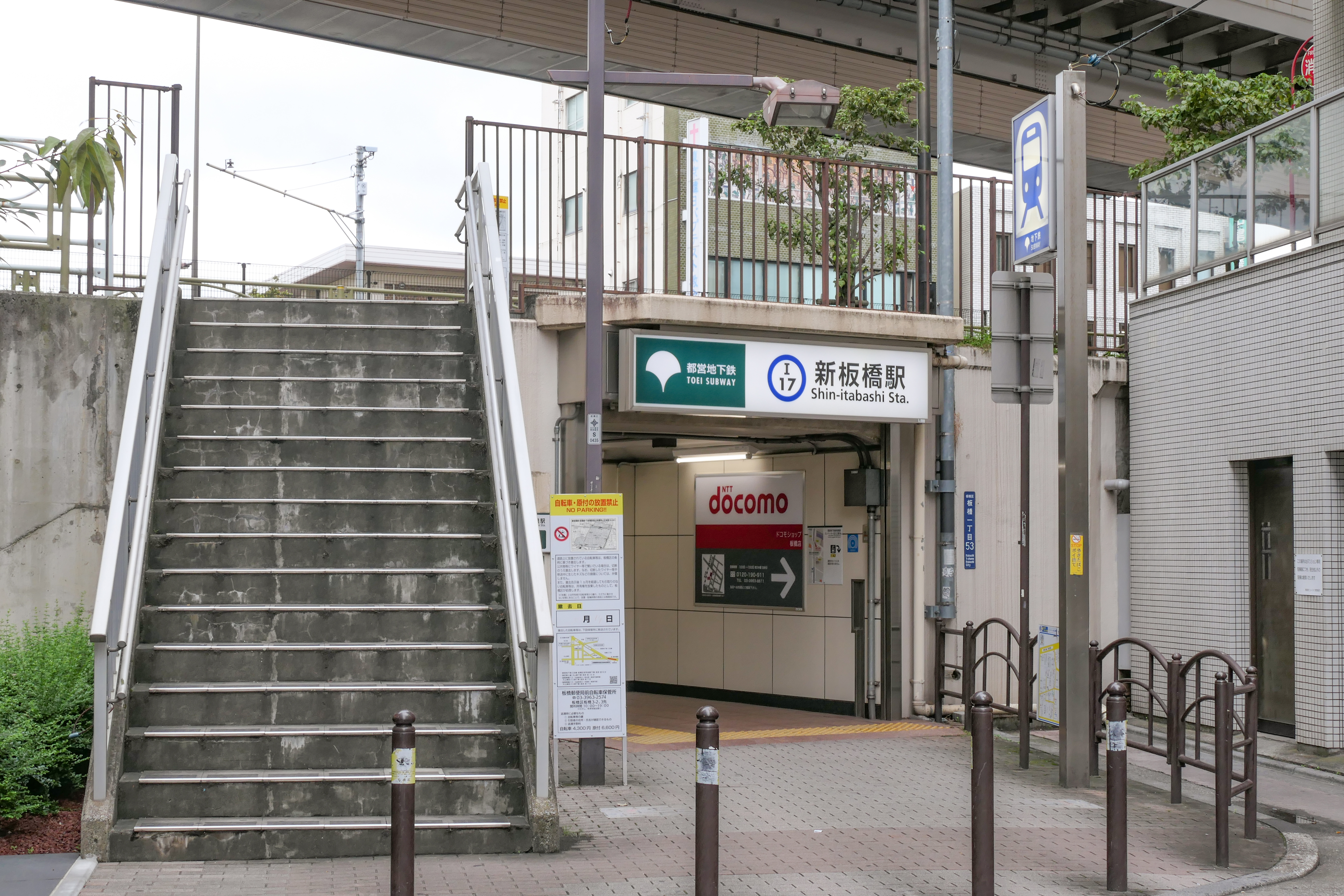
A2番出入口（2021年9月）
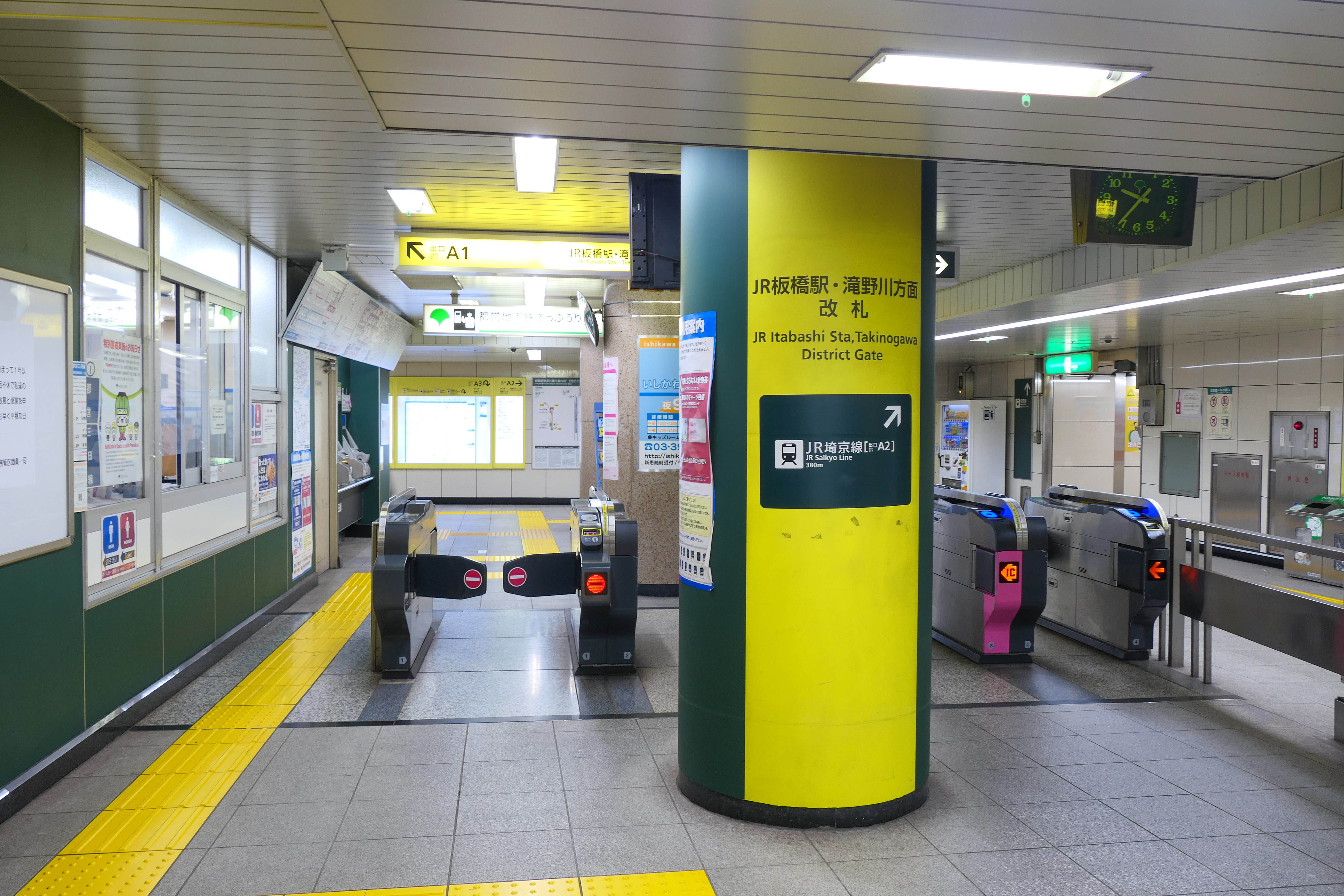
JR板橋駅・滝野川方面改札口（2021年5月）
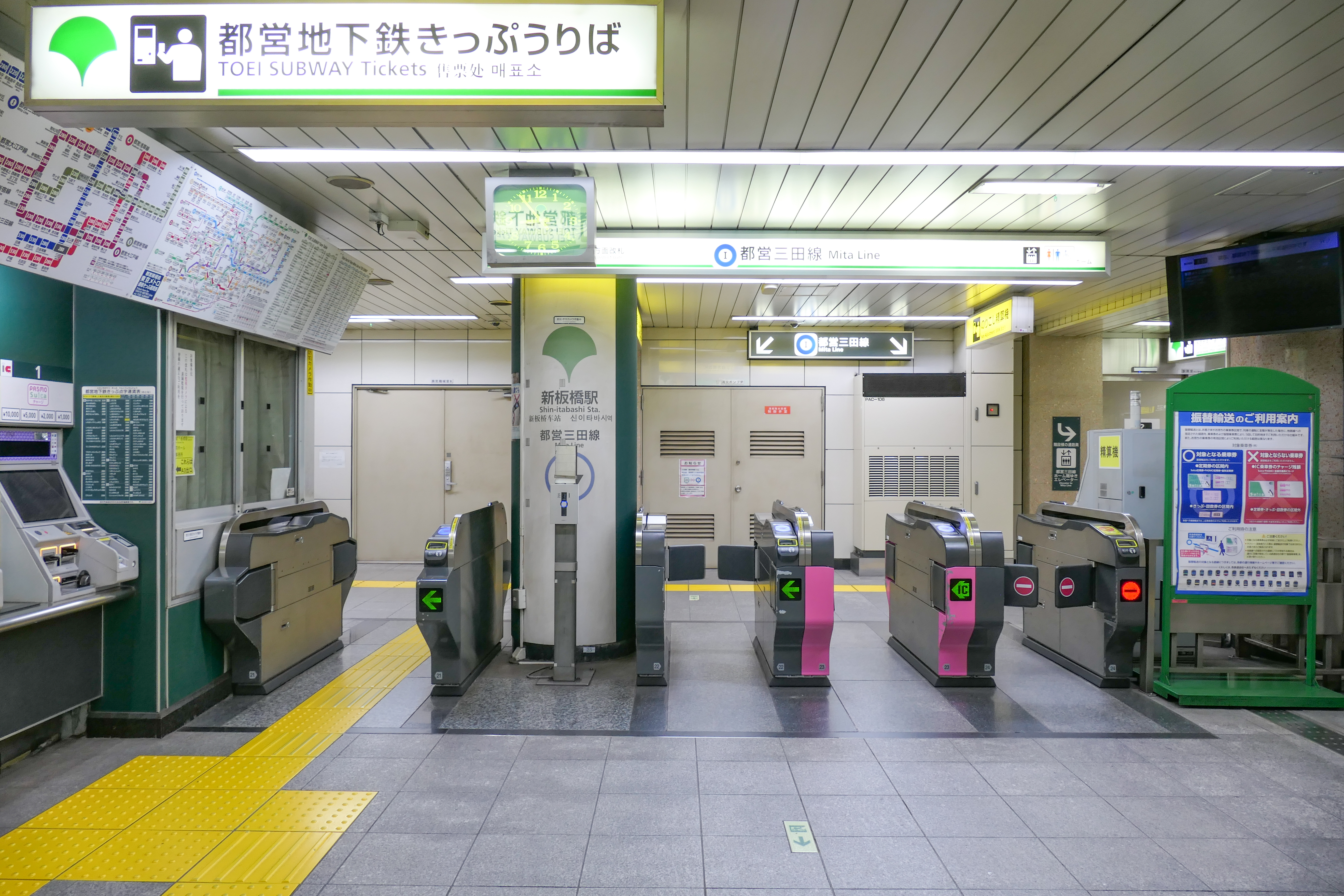
板橋1丁目方面改札口（2021年9月）
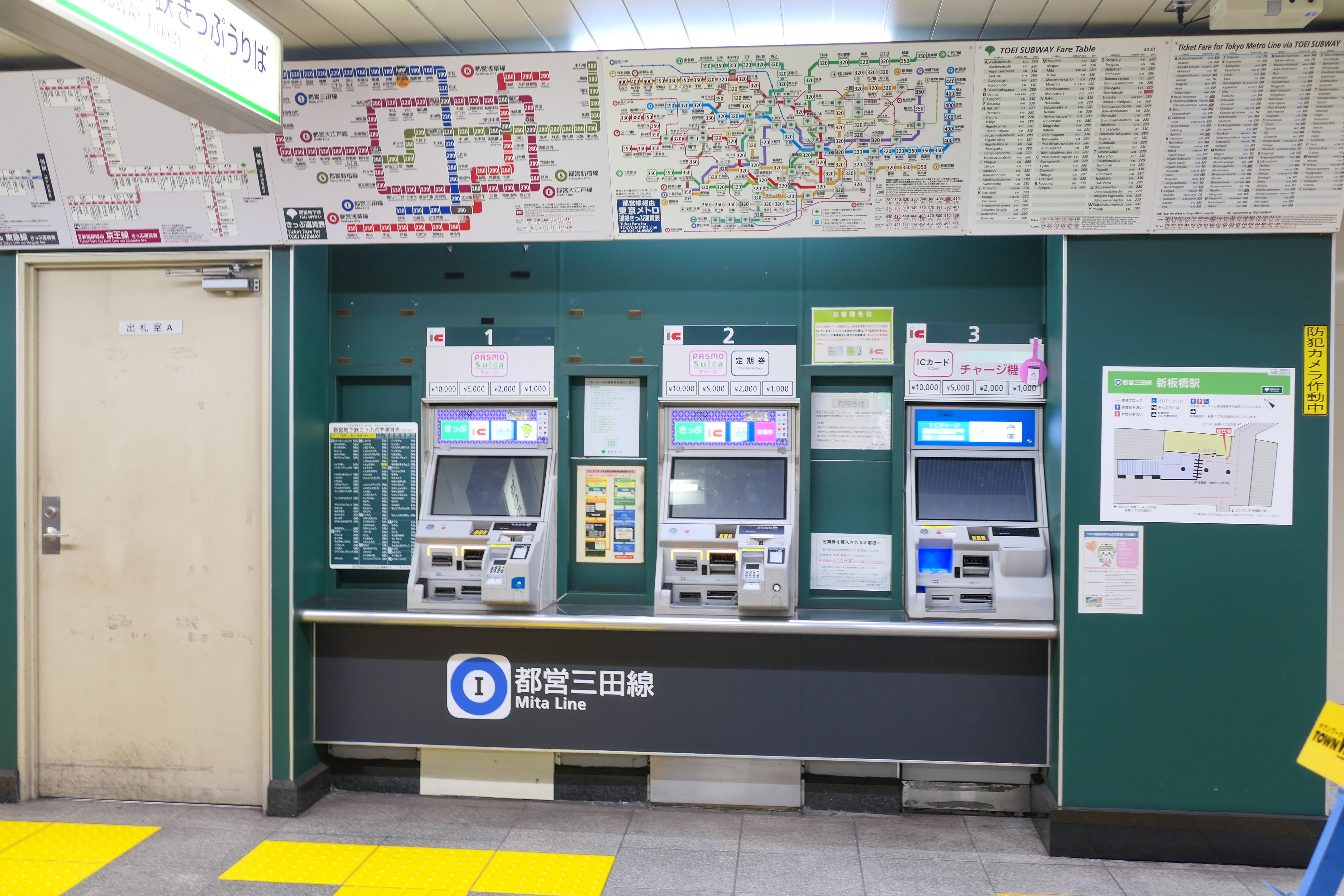
切符売り場（2021年5月）
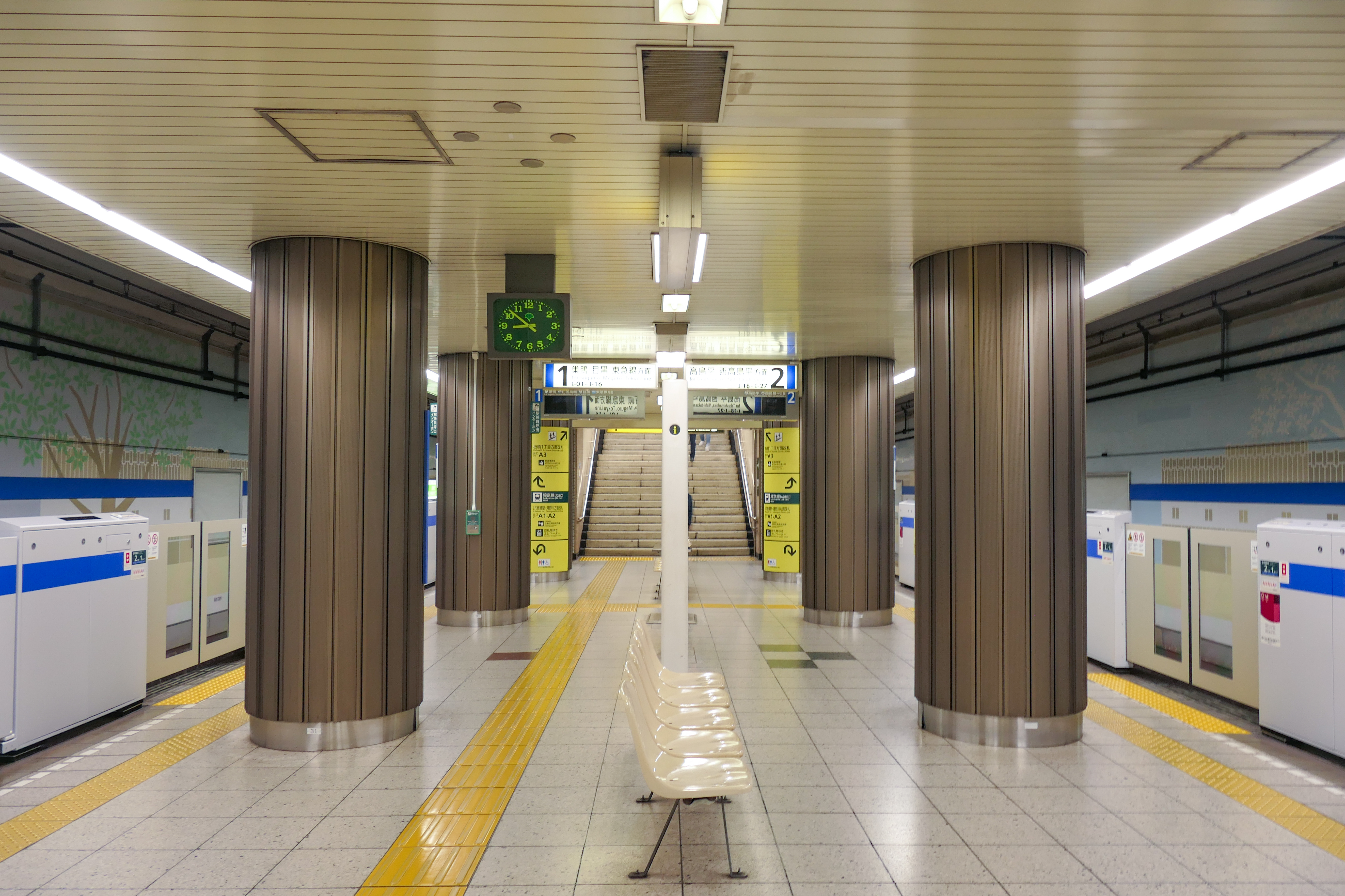
ホーム（2021年9月）

## 利用状況
2023年（令和5年）度の1日平均乗降人員は28,249人（乗車人員：14,135人、降車人員：14,114人）である。
近年の1日平均乗降・乗車人員の推移は下表の通り。

### 平成
| 年度               | 1日平均 乗降人員 | 1日平均 乗車人員 | 出典     |
| ------------------ | ---------------- | ---------------- | -------- |
| 1990年（平成02年） |                  | 11,808           | [ * 1 ]  |
| 1991年（平成03年） |                  | 12,046           | [ * 2 ]  |
| 1992年（平成04年） |                  | 12,205           | [ * 3 ]  |
| 1993年（平成05年） |                  | 12,288           | [ * 4 ]  |
| 1994年（平成06年） |                  | 12,153           | [ * 5 ]  |
| 1995年（平成07年） |                  | 11,448           | [ * 6 ]  |
| 1996年（平成08年） |                  | 11,364           | [ * 7 ]  |
| 1997年（平成09年） |                  | 11,455           | [ * 8 ]  |
| 1998年（平成10年） |                  | 11,403           | [ * 9 ]  |
| 1999年（平成11年） |                  | 11,016           | [ * 10 ] |
| 2000年（平成12年） |                  | 10,995           | [ * 11 ] |
| 2001年（平成13年） |                  | 11,241           | [ * 12 ] |
| 2002年（平成14年） |                  | 11,496           | [ * 13 ] |
| 2003年（平成15年） | 23,167           | 11,478           | [ * 14 ] |
| 2004年（平成16年） | 23,245           | 11,534           | [ * 15 ] |
| 2005年（平成17年） | 23,370           | 11,586           | [ * 16 ] |
| 2006年（平成18年） | 23,479           | 11,651           | [ * 17 ] |
| 2007年（平成19年） | 24,207           | 11,981           | [ * 18 ] |
| 2008年（平成20年） | 24,456           | 12,104           | [ * 19 ] |
| 2009年（平成21年） | 24,178           | 11,997           | [ * 20 ] |
| 2010年（平成22年） | 24,598           | 12,223           | [ * 21 ] |
| 2011年（平成23年） | 24,956           | 12,410           | [ * 22 ] |
| 2012年（平成24年） | 26,227           | 13,032           | [ * 23 ] |
| 2013年（平成25年） | 27,292           | 13,588           | [ * 24 ] |
| 2014年（平成26年） | 27,844           | 13,855           | [ * 25 ] |
| 2015年（平成27年） | 28,697           | 14,272           | [ * 26 ] |
| 2016年（平成28年） | 29,564           | 14,716           | [ * 27 ] |
| 2017年（平成29年） | 30,711           | 15,304           | [ * 28 ] |
| 2018年（平成30年） | 30,973           | 15,439           | [ * 29 ] |

### 令和
| 年度               | 1日平均 乗降人員 | 1日平均 乗車人員 | 出典     | 出典       |
| 年度               | 1日平均 乗降人員 | 1日平均 乗車人員 | 東京都   | 交通局     |
| ------------------ | ---------------- | ---------------- | -------- | ---------- |
| 2019年（令和元年） | 30,233           | 15,089           | [ * 30 ] | [ 都交 2 ] |
| 2020年（令和02年） | 23,239           | 11,604           |          | [ 都交 3 ] |
| 2021年（令和03年） | 24,331           | 12,173           |          | [ 都交 4 ] |
| 2022年（令和04年） | 26,262           | 13,152           |          | [ 都交 5 ] |
| 2023年（令和05年） | 28,249           | 14,135           |          | [ 都交 1 ] |

## 駅周辺
ホームのある真上に国道17号と首都高速中央環状線が走っている。

### A1出入口
- 東京国際フランス学園
- 家具年金会館
- 首都高速中央環状線 新板橋出口

### A2出入口
- 東日本旅客鉄道（JR東日本）埼京線（正式には赤羽線） 板橋駅

改札を出て5分程度。かつて三田線での乗換案内は行われていなかったが、定期券での連絡運輸は従前より行っており、2018年の放送更新時より正式に乗換案内がなされるようになった。ただし、JR東日本側では乗換駅として案内されていない。これは秋葉原駅と岩本町駅のケースと類似している。埼京線または三田線で運行トラブルが生じた際は、振替輸送の対象駅として案内される。
- きらぼし銀行 板橋支店
- UR都市機構 板橋ビュータワー
- 首都高速中央環状線 滝野川入口

### A3出入口
- 東武東上線 下板橋駅（徒歩約10分）
- 三菱UFJ銀行 板橋支店・新板橋支店・滝野川支店
- 東京都立北園高等学校

## 名称について
駅名の由来は不明であるが、国道17号で石神井川に架かっている新板橋とは地理的に直接的な関係はない。同橋は三田線では板橋区役所前駅と板橋本町駅の間となる。

## 隣の駅
東京都交通局（都営地下鉄）
 都営三田線
西巣鴨駅 (I 16) - 新板橋駅 (I 17) - 板橋区役所前駅 (I 18)